# Josep Clarós
Josep Clarós Canals (Barcellona, 28 gennaio 1969) è un allenatore di pallacanestro spagnolo.
Clarós è riuscito per 16 volte a portare in finale la squadra da lui allenata.

## Statistiche
| ‡ | Miglior record B2 |

| Squadra                  | Anno      | A  | V  | P  | %V    | Risultato        | PA | PV | PP | %PV  | Risultato                  |
| ------------------------ | --------- | -- | -- | -- | ----- | ---------------- | -- | -- | -- | ---- | -------------------------- |
| Ulla Oil Rosalía         | 2000-2001 | 30 | 10 | 20 | .333  | 13°              | -  | -  | -  | –    | -                          |
| Ulla Oil Rosalía         | 2001-2002 | 30 | 10 | 20 | .333  | 13°              | -  | -  | -  | –    | -                          |
| CB Tarragona             | 2002-2003 | 30 | 12 | 18 | .400  | 12°              | -  | -  | -  | –    | -                          |
| CB Tarragona             | 2003-2004 | 34 | 15 | 19 | .441  | 13°              | -  | -  | -  | –    | -                          |
| CB Tarragona             | 2003-2004 | 34 | 18 | 16 | .529  | 7°               | 4  | 1  | 3  | .250 | Eliminati al primo turno   |
| Hanzevast Capitals       | 2007-2008 | 40 | 24 | 16 | .600  | 5°               | 3  | 1  | 2  | .333 | Eliminati al primo turno   |
| Halifax Rainmen          | 2011-2012 | 36 | 23 | 13 | .639  | 2°               | 8  | 5  | 3  | .625 | Secondo posto              |
| Pioneros de Quintana Roo | 2012-2013 | 40 | 28 | 12 | .700  | 6°               | 8  | 4  | 4  | .500 | Eliminati al secondo turno |
| Halifax Rainmen          | 2014-2015 | 32 | 20 | 12 | .625  | 1° in Atlantic   | 16 | 10 | 4  | .714 | Secondo posto              |
| Al Muharraq              | 2015-16   | 5  | 3  | 2  | .600  | 5°               | -  | -  | -  | –    | -                          |
| Rizing Fukuoka           | 2016      | 12 | 6  | 6  | .500  | 8° in Bj Western | 2  | 0  | 2  | .000 | Eliminati al primo turno   |
| Al Manama                | 2016-2017 | 16 | 15 | 0  | 1.000 | 1°               | 6  | 5  | 1  | .833 | Campioni                   |
| Akita Northern Happinets | 2017-2018 | 60 | 54 | 6  | .900‡ | 1° in B2 Eastern | 5  | 3  | 2  | .600 | Secondo posto in B2        |
| Akita Northern Happinets | 2018-2019 | 60 | 17 | 43 | .283  | 5° in Eastern    | -  | -  | -  | –    | -                          |
| Rizing Zephyr Fukuoka    | 2019-2020 | 15 | 4  | 11 | .267  | 6° in B2 Western | -  | -  | -  | –    | -                          |
| Rizing Zephyr Fukuoka    | 2020-2021 | 59 | 26 | 33 | .441  | 5° in B2 Western | -  | -  | -  | –    | -                          |